# Свебах, Жак Франсуа
Жак Франсуа Жозеф Свебах, Свебах-Дефонтен (фр. Jacques François Joseph Swebach-Desfontaines; 19 марта 1769, Мец (Лотарингия) —10 декабря 1823, Париж) — французский художник: живописец, гравёр, литограф и живописец по фарфору. Работал во Франции и в России, на Императорском фарфоровом заводе в Санкт-Петербурге.

## Биография
Жак Франсуа Жозеф Свебах-Дефонтен, известный как «Фонтен» или «Свебах-Дефонтен», был родом из Меца, Эльзаса. Живописи учился у своего отца, затем у Жозефа-Сиффреда Дюплесси и у Мишеля Амон-Дюплесси в Париже (не путать с Жаном Дюплесси-Берто). В двадцать два года получил от Академии живописи и скульптуры вторую премию и в 1801 году был награждён большой золотой медалью. Работал в батальном жанре. Изображал военные и охотничьи сцены, лошадей и пейзаж и с фигурами.
Специалист по батальным сценам, он блестяще иллюстрировал события наполеоновской эпохи. Он также известен композициями бытового жанра. В 1780-х годах Свебах часто посещал леса вокруг дворца Фонтенбло, и написанные им пейзажи, как считают исследователи, предвещают будущие открытия пейзажистов барбизонской школы.
С 1791 года Свебах регулярно показывал свои картины в парижском Салоне. Во время Революции писал картины на патриотические темы. В 1798 году выставил в Салоне шесть картин: «Марш армии», «Привал кавалерии», «Артиллерийский конвой», «Конный базар», «Атака у укреплённой мельницы» и «Встреча кавалерии в конце леса».
С 1802 по 1813 год Свебах работал живописцем на Севрской фарфоровой мануфактуре. В 1806 году также на фарфоровой мануфактуре Диля и Герхарда. В 1813 году приглашён на должность главного живописца Императорского фарфорового завода в Санкт-Петербурге, но в 1817 году возвратился во Францию.
Женился на Антуанетте-Пруденс Пужоль, от которой у него было двое сыновей. Один из них: Эдуар-Бернар Свебах (1800—1870) стал известным изобретателем и живописцем батального и бытового жанров. Он также был живописцем по фарфору и работал в России вместе с отцом.
У Свебаха Старшего был одарённый ученик: маркиз Жюльен де ла Круа де Шеврьер де Сейв (Julien de la Croix de Chevrières de Sayve), который обучал живописи его дочь Сесиль. Когда Жак Франсуа Жозеф Свебах умер, его похоронили в Париже на кладбище Пер-Лашез (16-й отдел). После него остались многочисленные гравюры и рисунки.

## Творчество
Свебах был художником академического направления, он искусно группировал фигуры, прекрасно владел перспективой, много рисовал с натуры, писал по канону, светотеневыми моделировками, но довольно сухо. Александр Броньяр высоко оценил его талант как «первого в своём жанре после Верне за сцены конных сражений».
Свебах занимался литографией и оставил несколько литографированных альбомов под заглавиями: «Les petites Macedoines», «Nouvelles Macedoines», «Macedoines Russes», «Delassements du soldat» «Scenes du Carnaval» и других.
Важной для истории искусства является создание Свебахом «Живописной энциклопедии» (Encyclopedie pittoresque), 4-х томного альбома из 468 гравюр (1807), которыми пользовались живописцы по фарфору на мануфактуре в Севре.
Ещё один большой проект под схожим названием: «Энциклопедический сервиз» (Le service encyclopédique), осуществлённый в фарфоре в 1805—1806 годах на Севрской мануфактуре по заказу Наполеона Бонапарта, желавшего вознаградить своего статс-секретаря Юга Бернара Маре за услуги, оказанные им при организации бракосочетания Стефании де Богарне с будущим великим герцогом Карлом II Баденским. «Энциклопедический сервиз», на предметах которого тщательно воспроизведены иллюстрации из «Энциклопедии» Дидро и д’Аламбера, включает в себя 60 плоских тарелок, 12 ваз для фруктов, две сахарницы, четыре круглые корзины, две мороженицы и четыре вазы для фруктов (не все предметы сохранились). Ныне он экспонируется в Лувре. Сервиз был подарен музею Югом Лепиком, потомком Юга Бернара Маре. Второй «Энциклопедический сервиз», изготовленный в Севре в 1807—1808 годах, Наполеон подарил в 1810 году принцу Максимилиану-Жозефу Баварскому. Теперь он хранится в Резиденции в Мюнхене.
В 1807—1808 годах Свебах принял участие в изготовлении на Севрской мануфактуре знаменитого «Египетского сервиза», задуманного в качестве подарка Наполеона Жозефине. Один из экземпляров этого сервиза Наполеон подарил императору Александру I в 1808 году при их встрече в Эрфурте в память о заключении Тильзитского мира.
На императорском заводе в Санкт-Петербурге Жак Франсуа Жозеф Свебах продемонстрировал новую тогда широкую и свободную манеру письма по фарфору, напоминающую акварель, а в мотивах росписи — элементы стиля ампир.

## Галерея

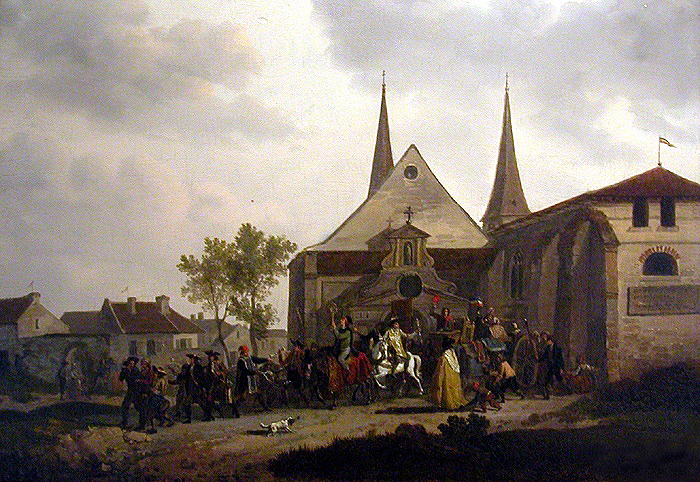
Осквернение церкви во время Французской революции. 1794. Холст, масло. Музей Карнавале, Париж
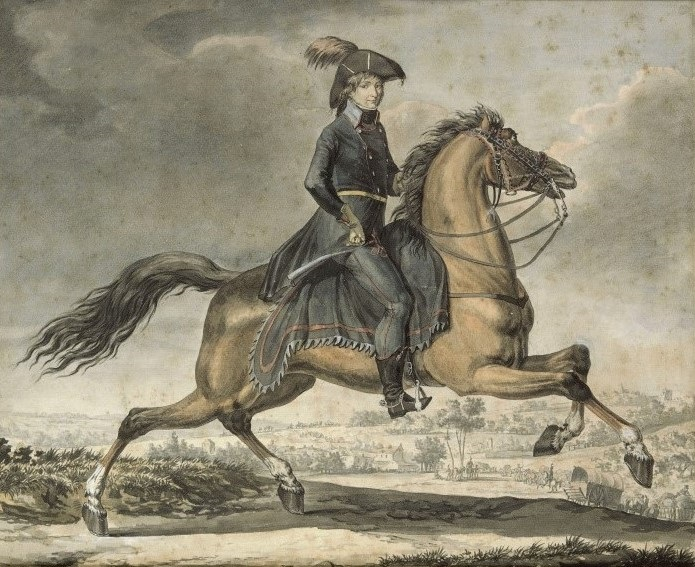
Генерал Жан-Батист Бернадот (1767—1844), верхом во время первой итальянской кампании. Бумага, акварель
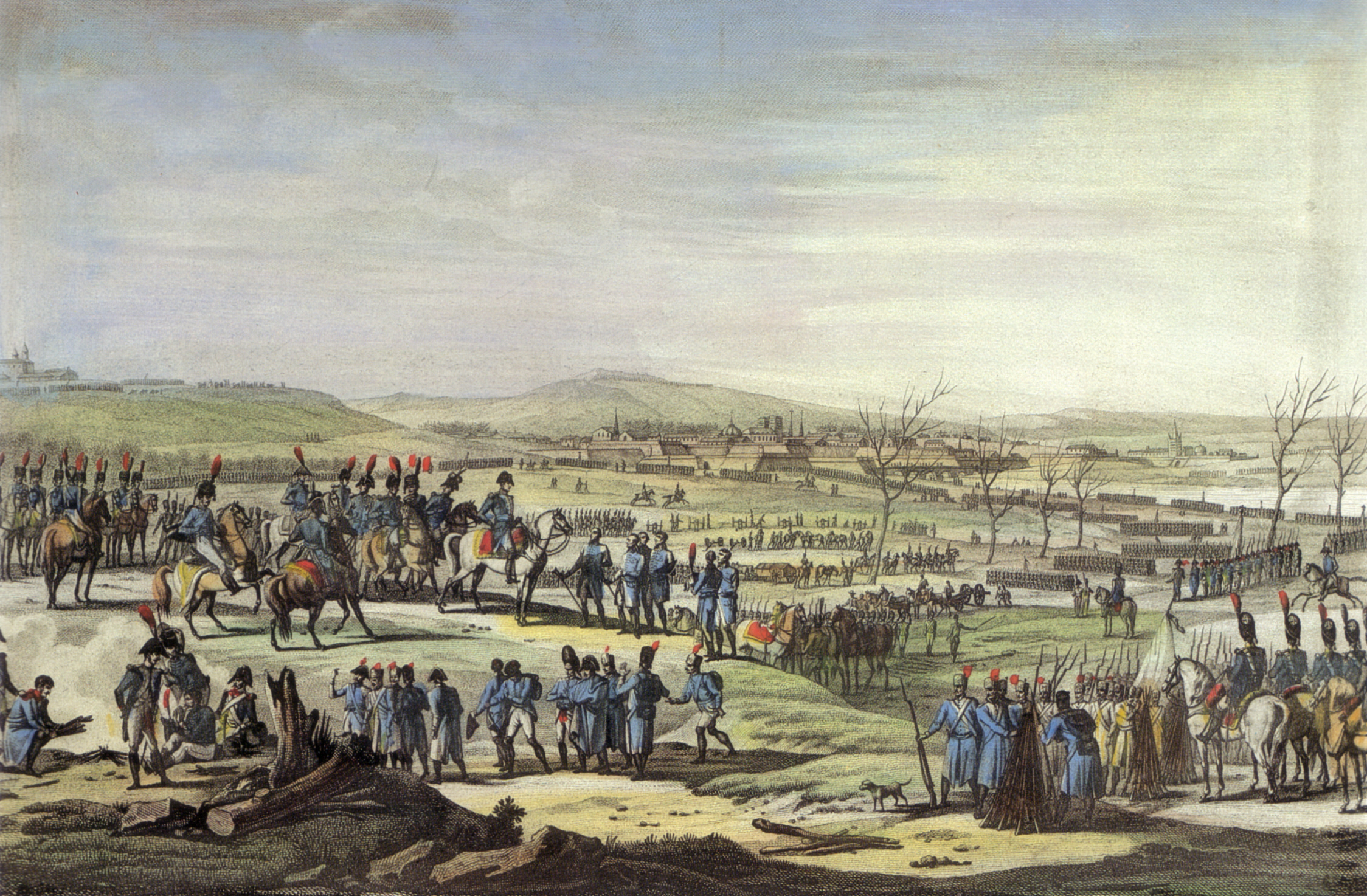
Капитуляция Ульма перед Наполеоном. 1817. Цветная гравюра на меди
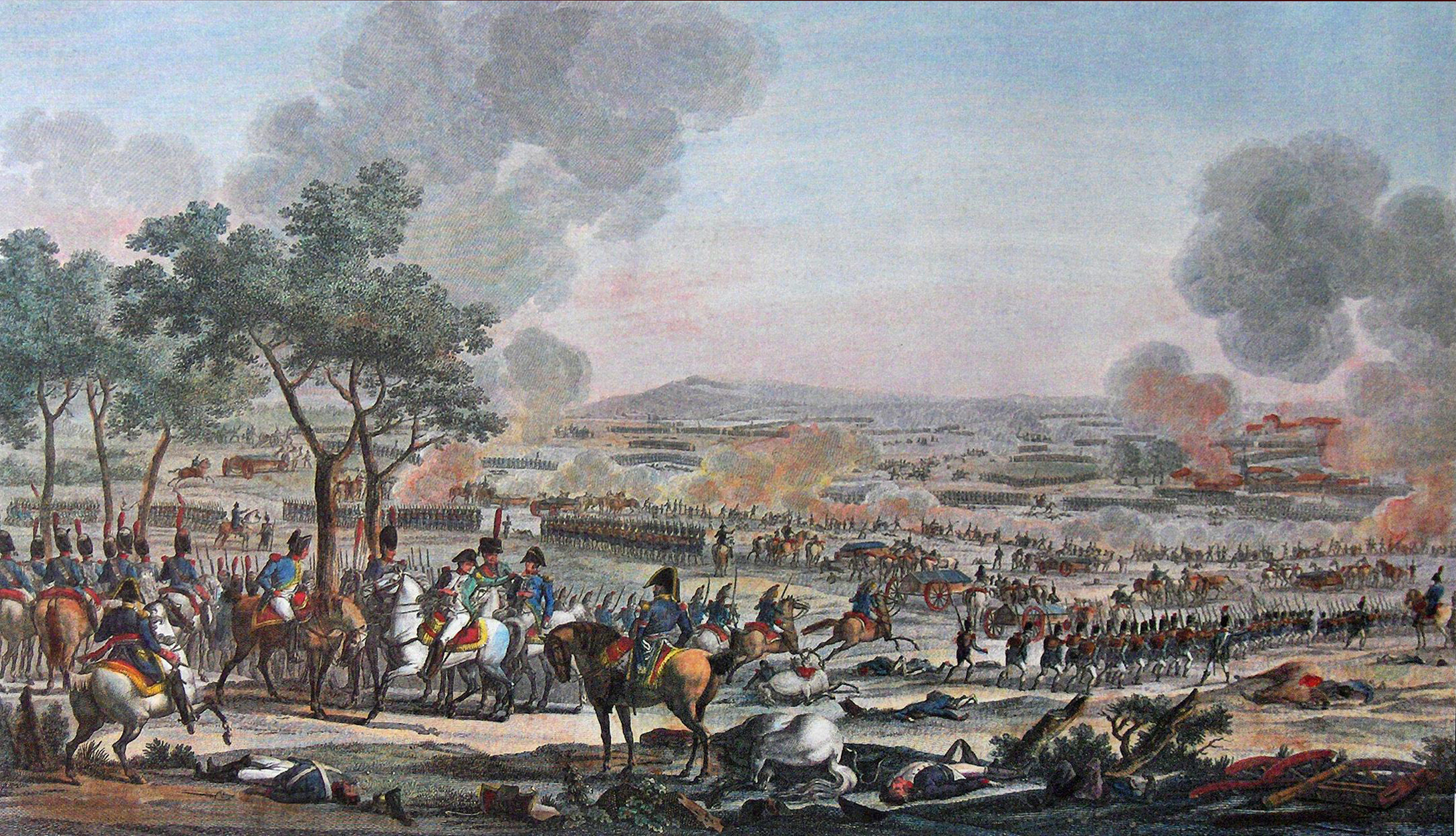
Битва при Ваграме. 1709. Цветная литография
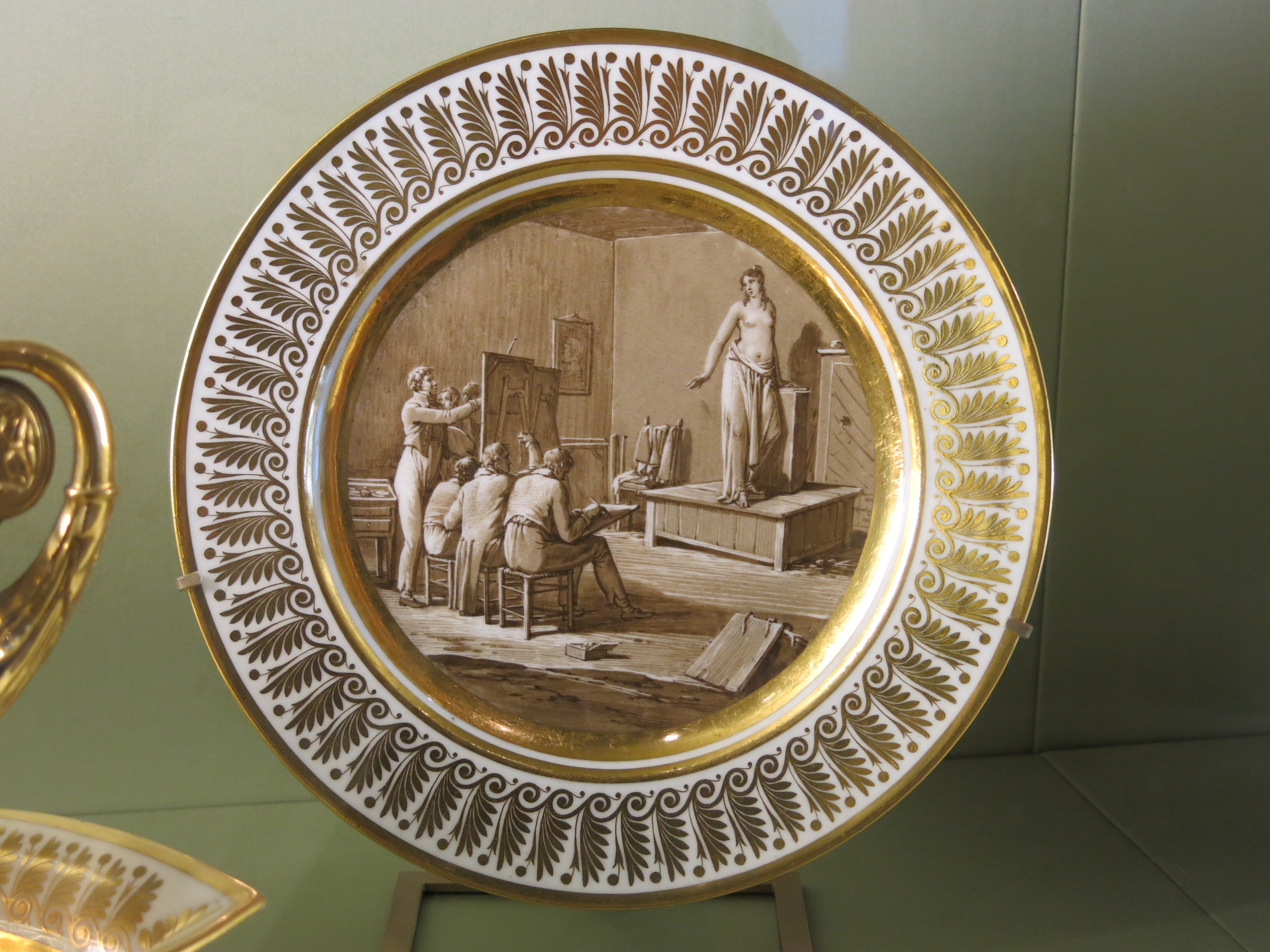
Тарелка «Энциклопедического сервиза». 1805. Фарфор, роспись. Севр
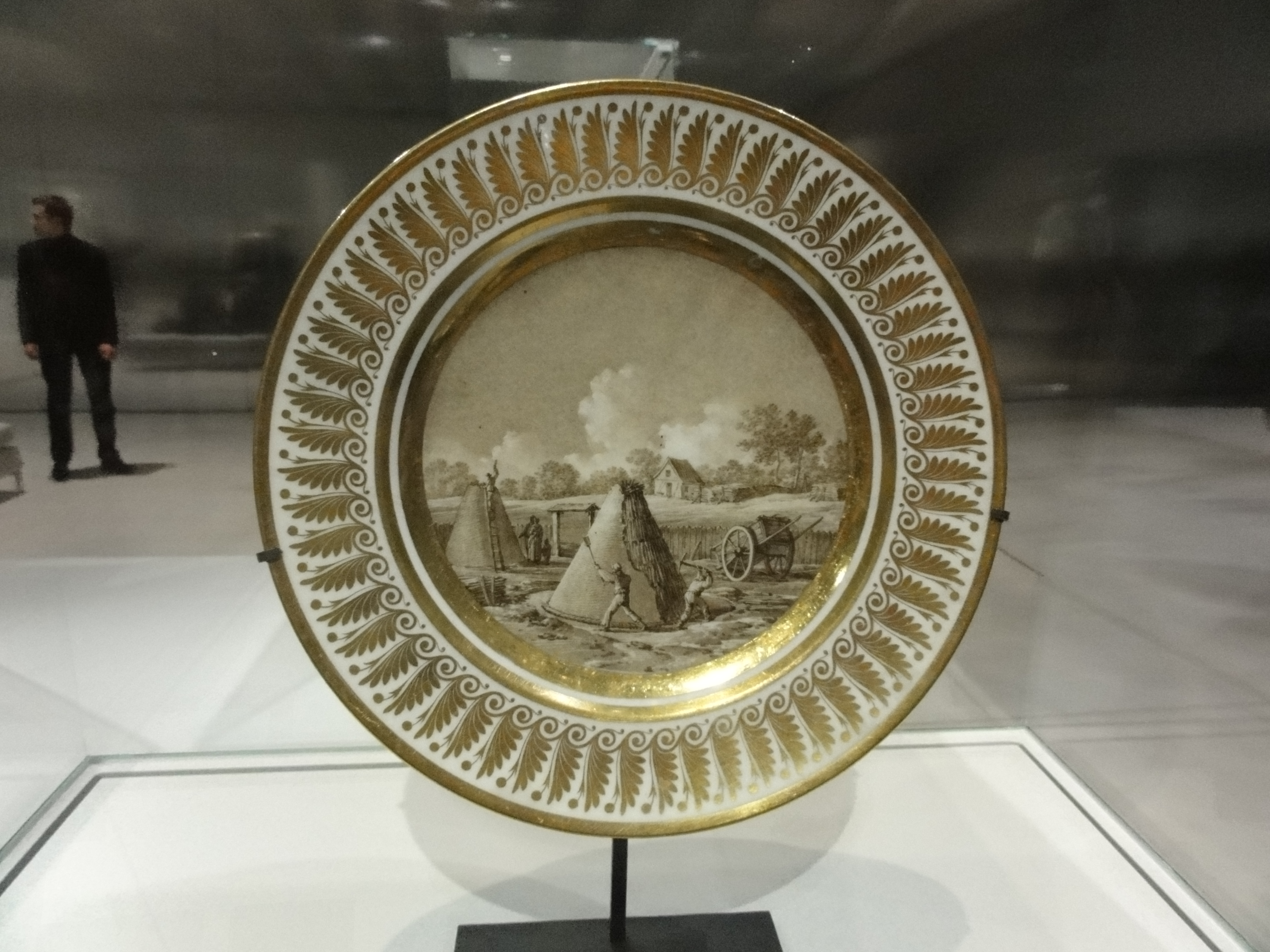
Тарелка «Энциклопедического сервиза». 1805. Фарфор, роспись. Лувр — Ланс.
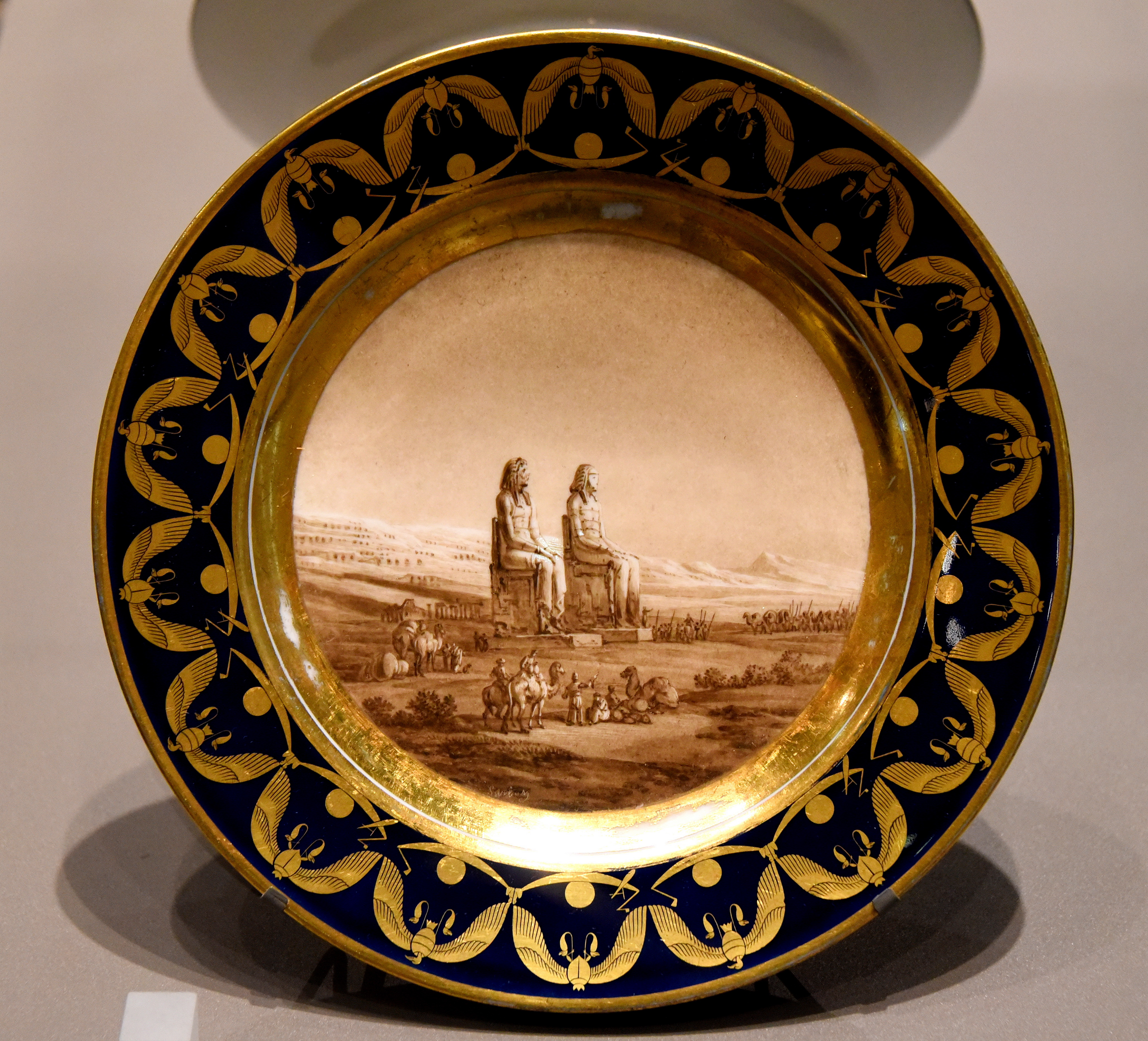
Тарелка «Египетского сервиза». 1807. Фарфор, роспись. Музей Виктории и Альберта, Лондон